# Benito Sáez García
Benito Sáez García (1808-1847) fue un pintor español.

## Biografía
Pintor de historia, era hermano de los también pintores Pedro y Ángel Sáez García. Nació en Pradillo de Cameros el 21 de marzo de 1808. A la edad de diez años habría emprendido sus estudios en la Escuela de Dibujo, dependiente la Academia de San Fernando y establecida en la calle de Fuencarral, prosiguiéndolos posteriormente en las clases superiores de dicha Academia y bajo la dirección de Juan Gálvez, pintor de cámara y adornista. En 1825 pasó en concepto de ayudante de su maestro a las obras del palacio del Pardo, tomando parte en la pintura de su salón de embajadores y escalera principal. También le auxilió en las obras del Escorial, dos años más tarde, y en la obra del monumento de San Felipe el Real de Madrid, costeada por Manuel Fernández Varela, comisario de Cruzada.

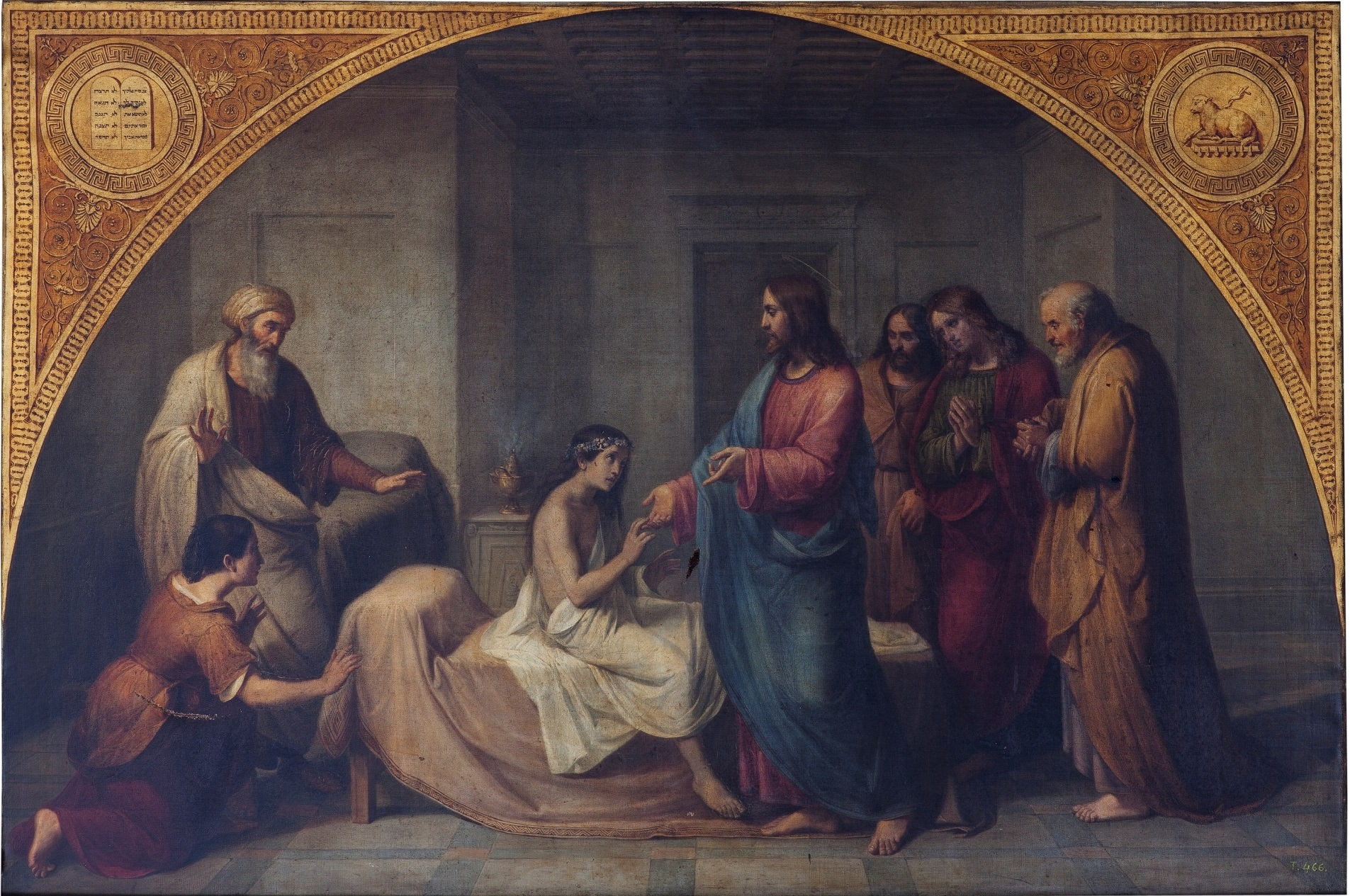
La resurrección de la hija de Jairo (Museo del Prado)

De vuelta en Madrid, se dedicó a la enseñanza del dibujo, al tiempo que copiaba obras en el Museo del Prado. En 1831 pintó al temple un techo en casa de Gaspar Soliveres, representando a Carlos III ofreciendo a la Virgen su condecoración. Al año siguiente se presentó al concurso general de premios abierto por la Real Academia de San Fernando, alcanzando el segundo de la primera clase, habiendo pintado con tal motivo su lienzo de Vasco Nuñez de Balboa descubriendo el mar del Sur. En el mismo año fue pensionado por Fernando VII para proseguir en Roma sus estudios artísticos. Trasladado a dicha ciudad, sufrió, como los demás pensionados, las consecuencias de la Primera Guerra Carlista, remitiendo a pesar de ello los trabajos reglamentarios, que fueron aprobados por la Academia de San Fernando. El último de dichos ejercicios era un lienzo de composición, y Sáez, junto otros artistas, consultó a la cademia si debían entregarlos o no, al no haber recibido sus pensiones del Gobierno, resolviendo dicha corporación que estaban libres los artistas de todo compromiso. Dicho cuadro representaba La resurrección de la hija de Jairo y figuró en 1838 en la Exposición de Madrid.
Durante su estancia en Roma pintó también el Retrato del general de los Escolapios para el convento de San Pantaleón, y un San José de Calasanz. En 1837 regresó a España y fue nombrado ayudante de la clase de dibujo del colegio de San Antonio Abad, y en 1840 se encargó de dicha enseñanza junto a su hermano Pedro, prosiguiendo en su desempeño hasta su fallecimiento.
El 8 de julio de 1838 la Academia de San Fernando le nombró individuo de mérito por un lienzo de El entierro de Cristo, copia de un Caravaggio existente en dicha corporación. Poco más tarde fue nombrado director de la sala de Adorno del estudio de la calle de Fuencarral y de la escuela de niñas establecida en la Trinidad.
Además de las obras ya citadas, Sáez también fue autor de La Virgen de las Escuelas Pías, existente en la de San Antonio Abad de Madrid; una reproducción de la misma para la Escuela Pía de Barbastro y otra para el infante Francisco de Paula de Borbón; un San Jorge que figuró en la Exposición de 1839 y conservaba más adelante Jorge Artiaga, profesor de la catedral de Burgos; El Retrato de un niño que presentó en la exposición anterior; las copias de La Concepción de Murillo, La Divina Pastora de Tovar, El Divino Pastor de Murillo; La Anunciación de la Virgen, Rebeca en la fuente, La Coronación de Baco de Velázquez y otras ejecutadas en 1840 para el embajador de Inglaterra en Madrid y otros particulares. También dibujó para grabar un retrato de Martín Fernández Navarrete y otro de Rioja, por un contorno de Goya que conservaba la Academia Española de la Lengua. Falleció el 27 de junio de 1847.